# ستيف أنتوني (مصارع محترف)
ستيف أنتوني (بالإنجليزية: Steve Anthony)‏ هو مصارع محترف أمريكي، ولد في 20 أكتوبر 1977 في تامبا في الولايات المتحدة.

## روابط خارجية
- ستيف أنتوني على موقع CageMatch worker (الإنجليزية)